# DAF 44
DAF 44 — небольшой семейный автомобиль, появившийся в сентябре 1966. Дизайн разработан Michelotti.
DAF 44, как и другие автомобили DAF, использовал в автомобиле инновационную систему бесступенчатой трансмиссии, названную DAF Variomatic.
Всего было произведено 167 902 экземпляра.